# Cô dâu bị bán đi
Cô dâu bị bán đi (tiếng Séc: Prodaná Nevesta) là một vở opera 3 màn nổi tiếng của nhà soạn nhạc người Séc Bedřich Smetana. Tác giả của lời hát trong vở opera này là Karel Sabina. Tác phẩm này được trình diễn lần đầu tiên tại thủ đô Praha của Cộng hòa Séc vào năm 1866. Tiếp theo, vở opera đã đặt chân đến Chicago vào năm 1893, London vào năm 1895 và New York vào năm 1909. Có thể nói Cô dâu bị bán đi là một trong những vở opera hài xuất sắc của nền âm nhạc thời kỳ Lãng mạn Séc.

## Âm thanh
| Khúc dạo đầu của vở opera Cô dâu bị bán đi |  |
|                                            |  |
|                                            |  |

| Điệu múa polka trong vở opera Cô dâu bị bán đi |  |
|                                                |  |
|                                                |  |

| Điệu múa furiant trong vở opera Cô dâu bị bán đi |  |
|                                                  |  |
|                                                  |  |

| Điệu múa của những diễn viên kịch hài hước |  |
|                                            |  |
|                                            |  |